# Timoritettix
Timoritettix is een geslacht van rechtvleugeligen uit de familie doornsprinkhanen (Tetrigidae). De wetenschappelijke naam van dit geslacht is voor het eerst geldig gepubliceerd in 1971 door Günther.

## Soorten
Het geslacht Timoritettix  is monotypisch en omvat slechts de volgende soort:
- Timoritettix platynotus (Günther, 1937)